# Smallville (serie de televisión)
Smallville es una serie de televisión estadounidense desarrollada originalmente por los escritores y productores Alfred Gough y Miles Millar, que se estrenó el 16 de octubre de 2001 y terminó el 13 de mayo de 2011. Inicialmente fue emitida por The WB. Durante su quinta temporada, The WB y UPN se fusionaron para formar The CW, donde se transmitió hasta su finalización. Se estrenó en España en Vía Digital el 17 de julio de 2001. También se emitió en España por Canal+ (2003) y posteriormente en Fox desde 2004 donde se transmitió hasta su finalización. También se emitió en abierto en La 1 en las primeras temporadas en horario estelar, y más tarde, ante la bajada de audiencia, por La 2 y Clan TVE; por TCS en El Salvador, Canal 10 y Telenica en Nicaragua y Fox, en Latinoamérica por Warner Channel y MTV, en México por Canal 5 y en Ecuador por Ecuavisa. Se filmó en Vancouver, Columbia Británica, Canadá. La serie emitió su último episodio el 13 de mayo de 2011, poniendo fin a 10 años de emisión.

## Sinopsis
La serie narra las aventuras del joven Clark Kent en el pueblo ficticio de Smallville, Kansas, durante los años previos a que él se convierta en Superman. Las primeras cuatro temporadas se centran en Clark y sus amigos durante el instituto (High School). A partir de la Quinta Temporada la serie cambia de concepto, con situaciones más adultas, y la inclusión de elementos como la Fortaleza de la Soledad y la Zona Fantasma. También aparecen otros personajes DC como superhéroes (Bart Allen, álter de ego de Flash; Victor Stone, álter ego de Cyborg; Arthur Curry, álter de ego de Aquaman; Oliver Queen, álter ego de Green Arrow; Kara Zor-El, álter ego de Supergirl; John Jones, álter ego de Martian Manhunter; Dinah Lance, álter ego de Black Canary; Hawkman, entre otros); y como villanos (Lex Luthor; Morgan Edge; Milton Fine, álter ego de Brainiac; Bizarro; Dr. Knox, álter ego de Vandal Savage; Davis Bloome, álter ego de Doomsday; El General Zod, John Corben, álter de ego Metallo; Darkseid, entre otros).

## Producción

### Desarrollo
Originalmente, Tollin/Robbins Productions quería hacer una serie sobre un joven Batman. Sin embargo, The WB decidió desarrollar la película Batman Begins y, como no querían competir con una serie de televisión, tuvo la idea de crear otra serie. En 2000, Tollin/Robbins Productions le sugirió a Peter Roth, presidente de Warner Bros Televisión, desarrollar una serie sobre la juventud de Superman. Luego de reunirse con Roth, Gough y Millar idearon el concepto “No Vuelos, No Mallas”, dando a entender que se presentarían los acontecimientos que llevaron a Clark a convertirse en Superman. Y qué es lo que realmente lo motiva a llevar dos identidades.
El equipo de producción decidió iniciar la serie con la típica historia de Superman: la lluvia de meteoritos. Esta situación no solamente sería la principal fuente de creación de los poderes de Clark y su vida en la Tierra, sino de tener relación con la muerte de los padres de Lana Lang y la pérdida de cabello de Lex Luthor. Una controversia de la participación de Lex dentro de la serie es: ¿por qué debería socializar con adolescentes? Para abordar esta cuestión, se decidió crear un sentimiento de soledad en él, reforzada por la pésima relación con su padre y su excentricidad. Esta soledad se compensó con la inestimable amistad que comparte con Lana y Clark durante las primeras tres temporadas. Así, Gough y Millar crearon una diferencia entre los padres adoptivos de Clark y el padre de Lex, Lionel Luthor, en el tema de la crianza de los hijos, hecho que se evidencia en el final del octavo episodio de la primera temporada.
Otra controversia es la creación de un personaje inédito, Chloe Sullivan, quien se vuelve la confidente de Clark a partir de la quinta temporada; hoy está admitido como personaje oficial de DC Comics de la mano de Jimmy Olsen; ella fue desde el principio proto-Lois la reportera del Daily Planet y después ayuda a Clark en la Atalaya (Watchtower o Torre de vigilancia), lo que le da un toque polémico y de incógnita de su futuro; es un personaje inteligente y además es el que más cambios sufre a través de la serie, siendo la joven editora del periódico "La Antorcha" de la preparatoria para posteriormente convertirse en reportera del Daily Planet y finalmente dejar su pasado y convertirse en Watchtower ayudando y guiando a la Liga de la Justicia, dándole a veces más protagonismo que las legendarias Lana y Lois. Su relación con Clark es la más complicada de la historia y la más profunda y comparada solo con la relación de Mulder y Scully (Serie: The X-Files) que en su momento fueron ambiguos.
En la octava temporada se fueron varios del elenco principal: Lionel Luthor, Lex y Lana, introduciendo nuevos personajes como Tess Mercer y Davis Bloome. También se produjo la salida de Al Gough y Miles Millar, dando un giro diferente a la serie, aumentando la ya existente aparición de elementos y personajes del Universo DC. En la novena y décima temporada pasa a centrarse más en la relación entre Lois y Clark.
El 3 de abril de 2008, después de siete temporadas, Gough y Millar anunciaron que se retirarían de Smallville. Continuando Brian Peterson y Kelly Souders, en el 2009 se anunció a Tom Welling como coproductor de la misma y en 2010 como productor.

## Elenco
- Tom Welling como Clark Kent / Kal-El, un joven con habilidades sobrehumanas que intenta encontrar su lugar en la vida después de descubrir que es un extraterrestre y usa sus poderes para ayudar a los que están en peligro. Los problemas de la primera temporada de Clark incluyen su incapacidad para compartir su secreto y su deseo de una vida normal. Después de meses de exploración, Welling fue elegido como Clark. David Nutter tuvo que convencer al representante de Welling de que el papel no afectaría la carrera cinematográfica del actor para que Welling leyera el guion del piloto. Después de leer el guion, Welling aceptó una audición para el papel de Clark Kent.
- Kristin Kreuk como Lana Lang, la vecina de Clark. Dolida por la pérdida de sus padres, siente empatía por todos y se siente conectada con Clark. Kreuk fue la primera en ser elegida, después de que Nutter vio una cinta de audición que la actriz había enviado. Aunque abandonó la serie después de la séptima temporada, regresó para cinco episodios en la octava temporada como estrella invitada.
- Michael Rosenbaum como Lex Luthor, el hijo de un multimillonario enviado a Smallville para ejecutar la planta de fertilizantes local. Después de que Clark salva su vida, se convierten en amigos. A medida que la serie avanza, la amistad de Lex con Clark se desmorona hasta que se consideran enemigos. El papel fue difícil de elegir; Michael Rosenbaum hizo audición dos veces y, sintiendo que no se tomó en serio su primera audición, describió una escena de dos páginas y media que indicaba ser gracioso, carismático o amenazante. Su segunda audición fue tan buena que lo contrataron. Rosenbaum dejó el programa después de siete temporadas, repitiendo su papel para el final de la serie.
- Sam Jones III como Pete Ross, mejor amigo de Clark y la primera persona a quien Clark voluntariamente le cuenta su secreto. Aunque está enamorado de Chloe, no lo admite porque el triángulo amoroso de Clark-Lana-Chloe ya está en su lugar. Ross dejó la serie al final de la tercera temporada, pero hizo una aparición especial en la séptima temporada. Jones fue el último de los jugadores habituales de la serie, y Gough y Millar lo vieron cuatro días antes de que comenzaran a filmar el piloto. En los cómics, Ross es caucásico, pero los productores eligieron a Jones (que es afroamericano).
- Eric Johnson como Whitney Fordman, el novio de Lana en la primera temporada, que se pone celoso de la amistad incipiente de Clark y Lana. Se reconcilia con Clark antes de unirse a los marines e ir a Afganistán. Aunque Whitney dejó el programa en el final de la primera temporada, hizo apariciones en el episodio de la segunda temporada "Visage" (donde se revela que fue asesinado en acción) y en el episodio de la cuarta temporada "Façade" ( durante un flashback al primer año de la escuela secundaria de Clark). Johnson, quien audicionó para Lex y Clark antes de ser elegido para interpretar a Whitney, estaba contento de que los escritores le dieran a su personaje la salida de un héroe.
- Allison Mack como Chloe Sullivan, una de las mejores amigas de Clark, que está enamorada de él (aunque sus sentimientos no son recíprocos). Editora del periódico de la escuela, su curiosidad periodística y su deseo de "exponer falsedades" y "saber la verdad" crean tensión con sus amigos (especialmente cuando investiga el pasado de Clark). Después de aprender sobre Smallville del director de casting Dee Dee Bradley, Mack consideró hacer una audición para Lana Lang, pero hizo una audición dos veces para Chloe Sullivan.El personaje fue creado solo para la serie y estaba destinado a tener un "origen étnico" antes de que Mack fuera contratada. Desde entonces ha aparecido en el cómic.
- John Schneider como Jonathan Kent, el padre adoptivo de Clark, que hace todo lo posible para proteger el secreto de su hijo; según Schneider, Jonathan está "perfectamente dispuesto a ir a la cárcel, o peor, a proteger a su hijo". Schneider dejó el programa en el episodio número 100 de la serie, con Jonathan muriendo de un ataque al corazón en la noche de su victoria electoral. Millar y Gough querían una cara reconocible para Smallville; estaban felices de elegir a Schneider como Jonathan porque se le conocía como Bo Duke de The Dukes of Hazzard, que Gough consideraba que aumentaba la creencia de que Schneider podría haber crecido dirigiendo una granja.
- Annette O'Toole como Martha Kent, la madre adoptiva de Clark. Ella y su esposo, Jonathan, le dan a Clark un sabio consejo sobre cómo sobrellevar sus crecientes habilidades. En la quinta temporada, Martha toma un asiento en el senado estatal, y en la sexta temporada ella deja el programa. Aunque Cynthia Ettinger fue elegida originalmente como Martha Kent, durante la filmación de todo el mundo (incluido Ettinger) se dio cuenta de que no era la adecuada para el papel. O'Toole se comprometió a formar parte de la serie de televisión The Huntress cuando Ettinger filmó el piloto original. En la época en que los creadores querían refundir a Martha Kent cuando The Huntress fue cancelada, lo que permitió a O'Toole unirse al elenco. La actriz había interpretado a Lana Lang en Superman III.
- John Glover como Lionel Luthor, el padre de Lex, es responsable de la adopción de Clark por parte los Kent sin ramificaciones legales ni preguntas sobre sus orígenes. Glover intentó hacer que Lionel pareciera intentar "endurecer [a Lex]", y vio al personaje como un rico y poderoso hombre de negocios que estaba decepcionado con su hijo. Lionel fue creado para Smallville para ser paralelo a los Kents y como un "experimento en crianza extrema". Fue un personajes secundario en la primera temporada, Glover formó parte del elenco principal de las temporadas dos a siete, hasta que Lionel fue asesinado por Lex cerca del final de la séptima temporada. Lionel regresa en una versión de universo paralelo, también interpretada por Glover, durante la última temporada en un papel secundario.
- Jensen Ackles como Jason Teague, el interés amoroso de Lana, en la cuarta temporada. Sigue a Lana a Smallville desde París, tomando un trabajo como entrenador asistente de fútbol de la escuela, pero es despedido cuando su relación sale a la luz. Al final de la temporada, se revela que estaba trabajando con su madre para rastrear las tres piedras de conocimiento kryptonianas. Antes de ser elegido como Jason, Ackles fue segundo en la fila para el papel de Clark Kent. A pesar de que recibió la mejor crítica para la cuarta temporada y fue contratado para la quinta temporada, dejó el programa en el final de la cuarta temporada debido a su compromiso con Supernatural.
- Justin Hartley como Oliver Queen / Green Arrow, el CEO de Queen Industries y líder de un pequeño grupo de superhéroes conocido como la Liga de la Justicia. Hartley, fue un personaje secundario en la sexta y séptima temporadas, se convirtió en principal en la octava temporada y fue la primera opción de los productores para interpretar a Oliver Queen. Fue diseñado para sacudir a Clark y Lois en la sexta temporada y darle a Clark una visión alternativa de cómo combatir el crimen.
- Erica Durance como Lois Lane, la prima de Chloe que viene a Smallville para investigar la supuesta muerte de Chloe y se queda con los Kents. Durance, fue secundaria en la cuarta temporada, a partir de la quinta temporada se convirtió en un personaje principal. Los productores querían llevar a Lois Lane a la serie, y la supuesta muerte de Chloe en el final de la tercera temporada brindó la oportunidad. Durance fue permitida su aparición tres días antes de que comenzara el rodaje; aunque inicialmente pudo aparecer en solo cuatro episodios, según la división de películas de Warner Bros., después de las negociaciones, su personaje fue liberado para más apariciones.
- Aaron Ashmore como Jimmy Olsen, el novio fotógrafo de Chloe que trabaja en el Daily Planet. Ashmore, fue secundario en la sexta temporada, se convirtió en miembro del elenco principal en la séptima temporada. Llamó a su casting como una sorpresa: "Hice una audición para [el papel] y me puse en una cinta. No había escuchado nada, y un par de semanas después, de repente (sic), recibí la llamada diciendo, 'Vas a ir a Vancouver para comenzar a dispararle a Smallville'. Es un sueño hecho realidad ". Después de tres temporadas en la serie (dos como secundario), el personaje de Ashmore fue asesinado. Aunque Jimmy Olsen de Ashmore fue asesinado, dijo que su personaje no era el "verdadero" Jimmy Olsen, su verdadero nombre se reveló como Henry James Olsen, el hermano menor de Jimmy, quien aparece brevemente en el final de la temporada ocho, está destinado a ser el Jimmy que trabaja con Clark y Lois. Ashmore regresa como el joven Jimmy en el final de la serie.
- Laura Vandervoort como Kara, la prima kryptoniana de Clark. Enviada para cuidar de Kal-El (Clark), estuvo en animación suspendida durante dieciocho años. Cuando la presa que confinaba el barco de Kara se rompió en el final de la temporada seis, fue liberada. Ella tiene las habilidades de Clark, incluido el vuelo. Al final de la séptima temporada, Kara estaba atrapada en la Zona Fantasma. Aunque Vandervoort no regresó regularmente para la octava temporada, tuvo apariciones como invitada para concluir su historia en "Bloodline" de la temporada ocho y "Supergirl" y "Prophecy" de la temporada diez.
- Sam Witwer como Davis Bloome, un paramédico "carismático" que lucha con la oscuridad interior, Davis Bloome es la versión de Doomsday de Smallville (el único personaje que mata a Superman). Davis llegaría a parecerse a su contraparte de cómics a lo largo de la temporada. Brian Peterson dijo que con la partida de Michael Rosenbaum, los nuevos productores ejecutivos estaban buscando un villano "tan bueno como Lex" y Doomsday encajaba a la perfección.
- Cassidy Freeman como Tess Mercer, la sucesora de Lex como CEO de LuthorCorp en la temporada ocho. Su nombre es un homenaje a dos personajes de Superman, Eve Teschmacher y Mercy Graves. Freeman describió a su personaje como "feroz", "divertido" e "inteligente", al encontrar a Lex su principal objetivo de la temporada ocho. Tess cree que Clark podrá ayudarla. En el episodio de la temporada diez "Abandonado", se revela que su nombre de nacimiento es Lutessa Lena Luthor y ella es la hija ilegítima de Lionel.
- Callum Blue como Zod, una versión temprana del criminal de Krypton que fue enviado a la prisión de la Zona Fantasma. Su personaje se menciona por primera vez en la temporada cinco, cuando Brainiac usa el cuerpo de Lex como un recipiente para el espíritu de Zod, y aparece en una esfera kryptoniana en el final de la temporada ocho. Los productores ejecutivos de Smallville llamaron a esta encarnación "Major Zod" (en oposición al típico "General Zod"), y en la temporada nueve "el lado venenoso de Zod aumenta porque experimenta algunas traiciones clave con nuestros queridos personajes".

## Temporadas
| Temporada | Temporada | Episodios | Episodios | Emisión original         | Emisión original   | Emisión original |
| Temporada | Temporada | Episodios | Episodios | Primera emisión          | Última emisión     | Cadena           |
| --------- | --------- | --------- | --------- | ------------------------ | ------------------ | ---------------- |
|           | 1         | 21        | 21        | 16 de octubre de 2001    | 21 de mayo de 2002 | The WB           |
|           | 2         | 23        | 23        | 24 de septiembre de 2002 | 20 de mayo de 2003 | The WB           |
|           | 3         | 22        | 22        | 1 de octubre de 2003     | 19 de mayo de 2004 | The WB           |
|           | 4         | 22        | 22        | 22 de septiembre de 2004 | 18 de mayo de 2005 | The WB           |
|           | 5         | 22        | 22        | 29 de septiembre de 2005 | 11 de mayo de 2006 | The WB           |
|           | 6         | 22        | 22        | 28 de septiembre de 2006 | 17 de mayo de 2007 | The CW           |
|           | 7         | 20        | 20        | 27 de septiembre de 2007 | 15 de mayo de 2008 | The CW           |
|           | 8         | 22        | 22        | 18 de septiembre de 2008 | 14 de mayo de 2009 | The CW           |
|           | 9         | 21        | 21        | 25 de septiembre de 2009 | 14 de mayo de 2010 | The CW           |
|           | 10        | 22        | 22        | 24 de septiembre de 2010 | 13 de mayo de 2011 | The CW           |

### Primera temporada (2001-02)
La historia comienza con la típica historia de Superman: una nave espacial llega a Smallville con una lluvia de meteoritos que destruye parte del pueblo en octubre de 1989, en donde llega un niño de 3 años a quienes Jonathan y Martha Kent encuentran, a quien le ponen el nombre de Clark Kent. Aquí veremos a Clark ya adolescente enfrentándose a varias situaciones: aprendiendo a manejar sus poderes, el hecho de sentirse algo responsable de la muerte de los padres de Lana, y de la pérdida de cabello de Lex Luthor, a quien salva la vida en un accidente; a que sus poderes son casi expuestos varias veces y la lucha de él contra los afectados de los meteoritos (gente con poderes gracias a su exposición con los meteoritos); que Lex empiece a espiarle por lo del accidente; los celos del novio de Lana; y la sobreprotección de sus padres.
Finalizando la temporada, Smallville se encuentra en una situación crítica: un grupo de tres tornados que ataca al pueblo. Uno se dirige a la Mansión Luthor con Lex Luthor y Lionel, el segundo hacia Jonathan y Roger Nixon, un informante de Lex Luthor, quien descubrió el secreto de Clark, y el último hacia Lana, quien despidió a su novio que se fue al extranjero, y Clark va a su rescate.
La temporada termina con Clark dirigiéndose hacia el vehículo de Lana atrapada en el tornado.

### Segunda temporada (2002-03)
Clark rescata a Lana y la lleva al Centro Médico de Smallville; con la ayuda de Pete mientras Chloe, rescata a Jonathan. Lionel queda ciego, pero después se recupera. En esta temporada, Clark tratará de conquistar a Lana, ahora que se fue su novio (lamentablemente este muere a la mitad de la temporada en el extranjero); también descubrirá algo sobre su verdadero origen mediante unas cuevas indígenas llamadas Kawatche, y más tarde un científico llamado Virgil Swann (interpretado por Christopher Reeve) le revela que su planeta de nacimiento se llamó Kriptón, que este fue destruido por razones desconocidas, que los meteoritos eran restos de dicho planeta llamados Kriptonita, y que el verdadero nombre de su padre biológico era Jor-El y que su verdadero nombre es Kal-El, cosas que conmocionan a Clark. Pete descubre el secreto de Clark, y se hace su confidente. Chloe se obsesiona con Clark y su secreto, Lex se enamora de una doctora llamada Helen Bryce y se compromete con ella. Al final de la temporada, Clark recibe la llamada de Jor-El, quien le dice que debe abandonar todo para cumplir un propósito. Clark se niega y decide destruir la nave en la que vino, con una explosión atómica. pero las cosas salen mal, sus padres resultan heridos y Clark no se lo puede perdonar, ya que su madre estaba embarazada y pierde el bebé; y Clark decide irse para siempre de Smallville: se pone un anillo de Kriptonita roja (que afecta su personalidad y le quita los escrúpulos), sube a su vieja motocicleta y se va.
La temporada termina con Clark dirigiéndose a Metrópolis en su motocicleta.

### Tercera temporada (2003-04)
Ocurre tres meses después de la segunda temporada. Clark continúa en Metrópolis con el anillo de Kriptonita Roja, cometiendo crímenes y maldades. Jonathan obtiene poderes similares a los de Clark con la ayuda de Jor-El (pero se lanza a Clark los dos caen de la oficina de Lex, quien le hizo un trato de muchos millones), Jonathan lo devuelve a Smallville, mientras que Lex estuvo exiliado en una isla desierta luego de explotar el jet en su viaje de luna de miel; luego es rescatado. Durante esta temporada, vemos momentos de tensión entre Clark y Lana, ya que ella le considera una persona muy complicada, provocando que su relación acabe. Pete se encuentra en controversia por la responsabilidad de guardar el secreto de su amigo, Chloe se siente presionada por Lionel por no revelarle situaciones inusuales acerca de Clark y Lex debido a su accidente en la isla inicia a tener problemas mentales. Después de cuestiones complicadas, como la aparición de otros afectados por la kriptonita y de un misterioso hombre llamado Adam Knight, Lana, cansada de los secretos de Clark, decide irse a París, Francia. Pete se va de Smallville para proteger el secreto de su amigo. Lex Luthor y Chloe investigan sobre un crimen que Lionel cometió en el pasado. Y Jor-El presiona a Jonathan para que deje ir a Clark a cumplir su destino, llevando a un final inesperado en donde ciertas personas caen víctimas de las terribles circunstancias: Lex es envenenado, Chloe aparentemente muere en una explosión, Lionel podría ir preso, Jonathan cae inconsciente en las Cuevas Kawatche y Martha ve un extraño símbolo kriptoniano en llamas.
La temporada termina con Clark desnudo en forma fetal desapareciendo en una nebulosa de otra dimensión.

### Cuarta temporada (2004-05)
Lois Lane llega a Smallville para investigar quién es el responsable de la muerte de su prima Chloe y encuentra a Clark con amnesia y desnudo en el campo luego de que un rayo los impactara. Clark está a punto de iniciar una "cruzada" bajo el control de Jor-El, pero Martha frustra sus planes y Jonathan despierta del coma. Lois y Clark descubren que Chloe está viva y la rescatan. Esta temporada trata principalmente sobre la búsqueda de las misteriosas Tres Piedras de Poder, el regreso de Lana después de un suceso en París, y con un nuevo novio, Jason Teague y Clark pasando por su último año en preparatoria. Debido al crimen de matar a sus padres, Lionel acaba preso, pero luego es liberado por Genevieve Teague, la ambiciosa madre de Jason; Lex continua en disyuntiva sobre su verdadera personalidad. Muchos sucesos irónicos ocurren como la tensión entre Clark y Lana, ella misma descubre que es descendiente de una malvada hechicera francesa; Chloe descubre el secreto de Clark sin que él lo sepa, y algunos secretos sobre las deseadas Tres Piedras. Esta temporada lleva a una culminación terrible: una segunda lluvia de meteoritos en Smallville. Clark consigue reunir dichas piedras y es trasladado al Ártico, Lex empieza a dudar de Clark y presiona a Chloe a que le diga la verdad, Jason pone a descubierto su verdadera naturaleza y secuestra a Jonathan y a Martha, y Lana huye en un helicóptero de los meteoros, pero tiene un accidente, y al caer, descubre lo que parece una nave espacial que se abre.
La temporada termina con Clark lanzando a los aires el Cristal y viendo su trayectoria por los cielos.

### Quinta temporada (2005-06)
Gracias a la unión de las Tres Piedras, se forma la Fortaleza de la Soledad, donde Clark debe ser entrenado, pero decide rechazar a su padre. Clark inicia a vivir una vida adulta, yendo a la universidad; además descubre que Chloe conoce su secreto y la convierte en su confidente. Lana conoce a dos kriptonianos cuyo propósito es destruir, y Lex empieza a cambiar de personalidad; al descubrir la nave que le describió Lana, hace algunos experimentos con ella, sin saber que emerge un misterioso ser kryptoniano llamado Milton Fine, cuya meta es relacionarse con Clark para liberar a un peligroso villano llamado Zod. También en esta temporada, Clark y Lana se hacen novios otra vez, pero luego terminan bruscamente porque Clark no es muy sincero con ella para protegerla, ya que le costó la vida a su padre Jonathan.
También en esta temporada aparecen algunos súper héroes como Arthur Curry "Aquaman", Victor Stone "Cyborg" y el clásico villano "Brainiac".
Lionel se convierte en el receptor de Jor-El, y al final conoce el secreto de Clark. Las cosas se complican cuando Milton Fine cambia de plan, y utiliza a Lex para ser el "contenedor" de Zod. Jor-El le pide a Clark que mate a dicho "contenedor", pero desobedece. Martha y Lois corren peligro. Lana, decepcionada de Clark, está dispuesta a apoyar a Lex pase lo que pase. Chloe y Lionel son asaltados.
La temporada termina con Clark atrapado en la Zona Fantasma alejándose en el espacio infinito.

### Sexta temporada (2006-07)
Sucede poco después del fin de la Quinta Temporada. Clark y Zod, quien lo arrojó a la Zona Fantasma, se enfrentan y también a los criminales de la Zona Fantasma. Aparece "El detective marciano" y ayuda a Clark en la captura de esos criminales. Un secreto de Chloe es revelado, Lana descubre el secreto de Clark pensando que este tiene sus poderes por los meteoritos y tiene una relación sentimental con Lex. Lana queda supuestamente "embarazada" y Lex le propone matrimonio. En esta temporada se unen por primera vez los futuros Superman, Flecha Verde, Cyborg, Flash y Aquaman en el capítulo llamado "Justice".

### Séptima temporada (2007-08)
En esta temporada la mitología de Superman se desarrolla hacia lo más profundo y poderoso que además, incluye la llegada de la prima de Clark, Kara/Supergirl. "Intenta pasar desapercibido y agiliza tus poderes", le dice a Clark. Kara tiene las ideas algo diferentes. Además: Lana Lang quizá prefiera a Bizarro antes que al verdadero Clark. Lois Lane dará un salto en su carrera profesional. Chloe Sullivan se da cuenta de que su idea de compaginar un poder meteórico con una vida normal no es tan sencillo como esperaba. El maléfico poder de Lex Luthor tiene una nueva víctima que acechar Kara. Nuevos personajes y más aún, nuevas complicaciones. Nuevos secretos y traiciones.
La temporada comienza con la existencia de dos Clark Kent. Uno es aquel cuya vida, en principio es resumida a una pequeña ciudad de Kansas y que se va adentrando en el camino a su destino. El otro es BIZARRO, quien comparte el ADN con Clark pero a quien no le guían los mismos valores. Sólo uno de los dos puede sobrevivir.
La temporada termina con Clark Kent y Lex Luthor enfrentándose por última vez en la Fortaleza de la Soledad, siendo ésta destruida por Lex. Los escombros de la fortaleza caen sobre ambos.

### Octava temporada (2008-09)
Empieza aproximadamente un mes después del final de la séptima temporada. Los justicieros Flecha Verde, Aquaman y Canario Negro van al rescate de Clark en el círculo polar ártico, mientras se enfrentan a Tess Mercer, la nueva sustituta del desaparecido Lex, quien también tiene deseos de encontrarlo. Durante esta emocionante temporada veremos a Clark ya trabajando en el "Daily Planet" junto con su nueva compañera Lois Lane, estando así atento a la acción. También vemos un lado de Chloe que nunca se ha visto antes, ya que debido a la infección que Brainiac le impuso, adquirió poderes increíbles. Mientras Clark está a punto de abrazar su destino, conocemos a muchos personajes intrigantes: Bette Sans Souci, futura villana con una personalidad explosiva; Máxima, una reina intergaláctica increíblemente hermosa que despierta pasiones en todo el que se le acerca, incluso en Clark; y también a Davis Bloome, el futuro Doomsday, conocido por la Saga del Cómic: La Muerte de Superman, en la serie es un paramédico que oculta un oscuro secreto que desconoce totalmente y que va descubriendo al paso de los episodios. Una temporada que superó los límites de las anteriores, ya que otra vez cambia radicalmente de concepto, llenando de intrigas a los fanes de Smallville.

### Novena temporada (2009-10)
En el avance que presentaron finaliza con Clark en un traje con la “S”. Se muestra a la Liga de la Justicia en el video. Green Arrow, Aquaman, Impulse, Cyborg, Zatanna, Martian Manhunter, Supergirl, Legión de Super-Héroes, Watchtower y a Zod.
Aparecen nuevos seres con superpoderes, como Metallo, un hombre que es reconstruido con piezas biónicas después de haber sido atropellado, y busca vengarse de la Mancha, identidad secreta de Clark, a quien acusa de dañar a su familia. Nuestro héroe debe luchar contra un virus que ha infectado a la ciudad donando su sangre como antídoto y Chloe empieza la edificación del Watchtower.
Como parte de su entrenamiento, Jor-El le da la habilidad de oír los pensamientos de los demás, lo que colabora a fortalecer la futura relación entre Lois y Clark. Por su parte, Zod persigue a Jor-El, creyendo que es The Blur; aparecen nuevos amigos, los Gemelos Fantásticos, quienes causan más desorden que brindar ayuda.
La amistad con Green Arrow se estrecha, mientras tanto, Clark y Chloe encuentran la sede de la Sociedad de la Justicia de América y unen fuerzas. Lois y Clark empiezan a vivir su romance bajo los efectos de un extraño polvo verde que influencia la conducta. Poco después, Chloe y Oliver (Green Arrow), empiezan a vivir un romance.

### Décima temporada (2010-11)
En esta temporada se informó que el personaje de Chloe Sullivan dejaría de ser regular, solo participaría en algunos capítulos.
Clark en la temporada 10 debe ahora encontrar el coraje para dejar las sombras y salir a la luz. Nunca antes ha habido un momento tan peligroso como este para Clark de pasar a la luz pública y asumir el manto del icono inspirador que está destinado a ser. Cuando una ola de resentimiento en Metrópolis se vuelca en contra de los héroes - se les marca como vigilantes sin control - nuestros defensores de la justicia serán llamados a volver a definir lo que realmente significa ser un superhéroe. Dado lo peligrosamente cerca que ha estado Clark de cruzar la línea en nombre de la “justicia” en el pasado, él realmente se ganará el derecho de ser un símbolo de bien para la humanidad o demostrará a los detractores que están correctos al decir que ningún individuo puede ser juez, jurado y ejecutor.
Clark también en esta temporada explorara todo lo relacionado con los clones que creó Lex Luthor dando así la posibilidad de incluir a Superboy en la serie y explorando la relación entre estos dos como padre e hijo.
En medio de esto un nuevo peligro acechará como una fuerza oscura que toma muchas caras, poniendo en peligro a Clark en cada paso. Lois Lane, Hawkman, Supergirl, Brainiac 5, su padre adoptivo Jonathan Kent - siempre la brújula moral de Clark - y la Liga de la Justicia se pararán al lado de Clark a medida que llega a sus pasos finales para aceptar su derecho de nacimiento. Él necesitará toda la ayuda que pueda obtener para luchar contra la inminente embestida de la más grande oscuridad que haya acechado contra la Tierra: Darkseid.

### Undécima temporada (2012-2014)
Debido al éxito cosechado a lo largo de 10 años, se decidió que las aventuras de Clark Kent (ahora Superman) y compañía continuaran a modo de cómic semanal debutando en formato digital, escrito por Bryan Q. Miller. Han transcurrido 6 meses desde el episodio final de la serie en el cual el planeta Apokolips se acercó a la atmósfera terrestre y que Clark (finalmente aceptando su destino kryptoniano y actuando como Superman) alejó con sus poderes salvando así a la humanidad de ser esclavizada por el señor oscuro Darkseid. Ahora comienza una nueva etapa en las vidas de Clark y Lois, y este debe adaptarse a actuar a la luz pública como el salvador no solo de Metrópolis, sino del mundo: Superman.
Mientras tanto, Lex desmantela la antigua compañía de su padre y funda sobre sus cenizas LexCorp, en la que, junto con su fiel asistente Otis, trata de develar qué ha pasado con sus recuerdos borrados y por qué no confía en Superman.
En esta temporada debutarán personajes icónicos de la continuidad de DC como lo son Batman y Wonder Woman. También vuelven otros personajes que debutaron en la serie de TV como lo son los superhéroes Impulse, Superboy (quien se ha unido a un grupo de jóvenes héroes llamado "Titanes"), Kara o Booster Gold, y otros secundarios como el Dr. Emil Hamilton y el matrimonio formado por Oliver Sullivan-Queen y Chloe Sullivan-Queen.
Desde un principio, la trama introduce el concepto de las "Crisis" y continua con la exploración de mundos alternativos, lo cual conduce a un clímax épico y a la vez nostálgico para los seguidores de los cómics de DC al provocarse una guerra entre la nueva Liga de la Justicia y los Monitores, quienes han venido a la Tierra a restablecer por completo la continuidad.

## Arrowverso
En septiembre de 2019, se anunció que Tom Welling y Erica Durance retomarían sus papeles de Clark Kent y Lois Lane para el crossover del Arrowverso "Crisis on Infinite Earths". En el crossover se revela que los eventos de Smallville tienen lugar en la Tierra-167 y que en los años posteriores al final de la serie, Clark renunció a sus poderes y se hizo cargo de la granja Kent, donde Lois y él crían a sus dos hijas. Michael Rosenbaum fue llamado para repetir su papel de Lex Luthor. Sin embargo, Rosenbaum declinó la oferta cuando Warner Bros. no le mostró un guion, no le dijeron que iban a hacer con su personaje, ni le hicieron saber cuándo iba a filmar. Alan Ritchson, quien interpretó a Arthur Curry / Aquaman en la serie, también fue contactado para repetir su papel en el crossover, pero lo rechazó debido a compromisos de programación con Titans. A pesar de esto, Ritchson finalmente hizo un cameo en el crossover con su personaje de Titans, Hank Hall / Hawk, en imágenes reutilizadas de esa serie.

## Recepción

### Audiencia
| Temporada    | Tiempo Este (TE/PT) | Señal  | Estreno de temporada     | Estreno de temporada          | Final              | Final                       | Posición | Audiencia (en millones) |
| Temporada    | Tiempo Este (TE/PT) | Señal  | Fecha                    | Estreno Viewers (en millones) | Fecha              | Final Viewers (en millones) | Posición | Audiencia (en millones) |
| ------------ | ------------------- | ------ | ------------------------ | ----------------------------- | ------------------ | --------------------------- | -------- | ----------------------- |
| Temporada 1  | Tuesday 9/8C        | The WB | 16 de octubre de 2001    | 8,40                          | 21 de mayo de 2002 | 6,00                        | #115     | 5,90                    |
| Temporada 2  | Tuesday 9/8C        | The WB | 24 de septiembre de 2002 | 8,70                          | 20 de mayo de 2003 | 7,50                        | #113     | 6,30                    |
| Temporada 3  | Wednesday 8/7C      | The WB | 1 de octubre de 2003     | 6,80                          | 19 de mayo de 2004 | 5,92                        | #141     | 4,96                    |
| Temporada 4  | Wednesday 8/7C      | The WB | 22 de septiembre de 2004 | 6,07                          | 18 de mayo de 2005 | 5,47                        | #124     | 4,40                    |
| Temporada 5  | Thursday 8/7C       | The WB | 29 de septiembre de 2005 | 5,90                          | 11 de mayo de 2006 | 4,85                        | #117     | 4,70                    |
| Temporada 6  | Thursday 8/7C       | The CW | 28 de septiembre de 2006 | 4,96                          | 17 de mayo de 2007 | 4,14                        | #125     | 4,10                    |
| Temporada 7  | Thursday 8/7C       | The CW | 27 de septiembre de 2007 | 5,18                          | 15 de mayo de 2008 | 3,85                        | #175     | 3,77                    |
| Temporada 8  | Thursday 8/7C       | The CW | 18 de septiembre de 2008 | 4,34                          | 14 de mayo de 2009 | 3,13                        | #152     | 3,74                    |
| Temporada 9  | Friday 8/7C         | The CW | 25 de septiembre de 2009 | 2,58                          | 14 de mayo de 2010 | 2,45                        | #129     | 2,38                    |
| Temporada 10 | Friday 8/7C         | The CW | 24 de septiembre de 2010 | 2,98                          | 13 de mayo de 2011 | 3,02                        | #131     | 3,19                    |

### Críticas
El debut de Smallville fue de 8,4 millones de espectadores. Su estreno estableció un récord de WB para adultos de 18 a 34 años y terminó primero entre los espectadores de 12 a 34 años. Smallville apareció en la portada de Entertainment Weekly como uno de los cinco nuevos programas para ver. Después de su primera temporada, la serie fue sexta en la lista de los 10 mejores programas de transmisión del Consejo de Padres y Televisión. Levin, reconociendo las primeras preocupaciones de que Smallville se había convertido en un villano de la serie de la semana, dijo que la segunda temporada introduciría "mini argumentos más pequeños en tres o cuatro episodios" y se convertiría en un "espectáculo en serie".

Estaba un poco escéptico cuando escuché sobre [Smallville] al principio, pero debo decir que la escritura, la actuación y los efectos especiales son bastante notables. En 1977, una gran escena nos habría llevado una semana filmar: es bastante impresionante lo que pueden hacer con las computadoras y la tecnología de efectos hoy en un programa de televisión semanal. Le da mucho más valor de producción e inventiva de lo que pensé que iba a ver cuando escuché por primera vez sobre la serie. Creó que el programa está haciendo un buen trabajo siguiendo la mitología, y Tom está haciendo un buen trabajo siguiendo la tradición.

Según Karl Heitmueller de MTV, Clark Kent de Smallville fue una mejor representación del material original y se mantuvo "fiel al corazón de la historia" al mostrar el desinterés de Clark y su lucha entre sus deseos y sus obligaciones. Sin embargo, Heitmueller escribió que la serie tendría dificultades para abordar por qué nadie en Smallville (incluido Lex Luthor) reconoció a Clark cuando se puso el traje. Michael Schneider de TV Guide lo calificó como uno de los mejores ejemplos de una adaptación de superhéroe para televisión. Peter Bowes de BBC News sintió que la temporada era simplemente una "telenovela" con "gente joven y bonita".

## Premios y nominaciones
Durante sus diez temporadas, Smallville ganó premios que van desde premios Emmy a Teen Choice Awards. En 2002, la serie ganó un Emmy a la Mejor Edición de Sonido para una Serie por su episodio piloto. Cuatro años más tarde, recibió un Emmy a la Mejor Edición de Sonido para una serie para el episodio quinta temporada de "Arrival". En 2008, Smallville ganó nuevamente en Mejor edición de sonido en los Emmy en el capítulo "Bizarro". Premio Emmy en 2002 como mejor Banda Sonora para TV.
Smallville ha recibido una serie de premios Leo. La maquilladora Natalie Cosco ganó dos premios Leo al Mejor Maquillaje: por su trabajo en la cuarta temporada en el episodio "Scare" y en el "Hydro", la sexta de la temporada y "Wither". En el 2006 Barry Donlevy ganó un Premios Leo por Mejor Cinematografía en una Serie Dramática por su trabajo en el episodio "Spirit" de la cuarta temporada y David Wilson ganó "Mejor diseño de producción en una serie dramática" por "Sacred". En la sexta temporada Smallville ganó el Premio Leo por Mejor Serie Dramática. James Marshall ganó Mejor Dirección para "Zod", Caroline Cranstoun ganó Mejor Diseño de Vestuario por su trabajo en "Arrow" y James Philpott ganó Mejor diseño de producción de "Justice". En 2008, Smallville ganó varios Premios Leos a la Mejor Serie Dramática y Mejor Cinematografía. El equipo de efectos visuales fue reconocida por su trabajo en el piloto en la categoría Mejor Efectos Visuales, y recibió en 2004 el Premios VES por Mejor Composición en un programa de televisión, vídeo musical o Comercial para la segunda temporada de "Accelerate" y Mejor Pintura en un programa de televisión, vídeo musical, o comerciales por "Insurgence".

## Mercancía
Desde que Smallville comenzó a emitirse, se ha producido una variedad de productos relacionados con la serie. Se han producido figuras de acción, camisetas, sombreros y carteles. En diciembre de 2002, la mercancía autografiada de Smallville se incluyó en una subasta en eBay, y las ganancias se destinaron a obras de caridad. En 2003, Titan Magazines comenzó a publicar una revista mensual de Smallville con entrevistas al elenco y al equipo, información sobre productos y fotos de Smallville. El número 34 y final se publicó en noviembre de 2009.
Titan Books publicó volúmenes para cada temporada con entrevistas al elenco y al equipo, descripciones de episodios y fotos detrás de escena. El 1 de septiembre de 2004, la compañía publicó su primer compañero para la serie. Escrito por Paul Simpson, el libro tiene dieciséis páginas de fotos en color del elenco. El 1 de marzo de 2005, Titan Books publicó su segunda temporada, también escrita por Simpson, que detalla los efectos especiales de la serie. Titán publicó el manual de la tercera temporada el 1 de septiembre, el último escrito por Simpson. Describió las tramas de los episodios, discutiendo el descuido del personaje de Martha Kent y el fracaso de la historia de Adam Knight. Titan Books lanzó el compañero de cuarta temporada de Craig Byrne, quien escribió los siguientes libros complementarios, el 4 de septiembre de 2007. Contiene entrevistas con el elenco y el equipo y fotos en color de la producción. Titán publicó el compañero de la quinta temporada el 26 de diciembre de 2007. El manual de la sexta temporada, con una introducción de Justin Hartley, se publicó el 25 de marzo de 2008. El manual de la séptima temporada (la última de Titán) tiene un prólogo de Laura Vandervoort, una reflexión sobre el "fenómeno de Smallville" y una discusión sobre la partida de Gough y Millar.

### Banda sonora
El tema principal de la serie es "Save Me" interpretado por Remy Zero. La banda sonora original ha sido compuesta por Mark Snow, conocido ya por su participación en numerosas series de éxito como The X-Files o Entre Fantasmas. Además ha tenido participación en cine y videojuegos. Smallville ya tiene dos bandas sonoras con la música de la serie tituladas: Smallville, Vol. 1: The Talon Mix y Smallville Vol. 2: Metropolis Mix. Otras de las bandas que aparece en reiterados capítulos es Lifehouse. En el 2008 Mark Snow reveló que él no volvería a desempeñar las funciones de música, e indicó que gran parte de la música no había cambiado realmente en toda la serie. Louis Febre, quien trabajó en estrecha colaboración con Snow desde el principio, se convirtió en el único compositor para el comienzo de la séptima temporada de Smallville. Febre comentó que desde que empezó a componer para Smallville ha habido más de un cambio de "desarrollo temático" de la partitura, que sería paralelo al crecimiento de los personajes. Febre declaró: "Como Clark creció emocional e intelectualmente, he encontrado una necesidad de hacer un comentario musical sobre su crecimiento, y como él se acercó más a su personaje de Superman, se hizo evidente que un tema de Superman sería necesario y bueno para la humanidad".
Smallville, Vol. 1The Talon Mix (Enhanced, Soundtrack)
1. Save Me - Remy Zero
2. Inside Out - VonRay
3. Island In The Sun - Weezer
4. Superman - Five For Fighting
5. Nuclear - Ryan Adams	Listen
6. Lonely Day - Phantom Planet
7. Fight Test - The Flaming Lips
8. Don't Dream It's Over - Sixpence None The Richer
9. Wave Goodbye - Steadman	Listen
10. I Just Wanna Be Loved - AM Radio
11. Everything - Lifehouse
12. Time After Time - Eva Cassidy
13. Five Finger Death Punch - Coming Down

Smallville, Vol. 2Metropolis Mix [Soundtrack]
1. Forget It - Breaking Benjamin
2. Precious - Depeche Mode
3. You And Me (Wedding Version) - Lifehouse
4. Superman - Stereophonics
5. Dirty Little Secret - All American Rejects
6. Almost Honest - Josh Kelley
7. All The Money Or The Simple Life Honey (Remix)- The Dandy Warhols
8. Cold Hands (Warm Heart)- Brendan Benson
9. The Girl's Attractive - Diamond Nights
10. I'm A Human - Flashlight Brown
11. Wicked Game - HIM
12. Other Side Of The World - KT Tunstall
13. Hungry Heart - Minnie Driver
14. Feels Like Today - Rascal Flatts

### Lanzamiento en DVD
Las temporadas uno a diez se lanzaron en DVD en las Regiones 1, 2 y 4. Las temporadas cinco y seis también se lanzaron en formato HD DVD el 28 de noviembre de 2006 y el 18 de septiembre de 2007, respectivamente. Se han lanzado las temporadas seis, siete, ocho, nueve y diez para Blu-ray. Los lanzamientos de DVD incluyen escenas eliminadas, largometrajes detrás de escena y comentarios de miembros del elenco y del equipo sobre episodios seleccionados. Los post promocionales Chloe Chronicles y Vengeance Chronicles acompañaron los sets de la temporada dos, tres y cinco. Otras características especiales incluyen funcionalidad interactiva (como un recorrido por Smallville), un cómic y material en DVD-ROM.
| Temporada completa | Lanzamiento              | Lanzamiento              | Lanzamiento              |
| Temporada completa | Región 1                 | Región 2                 | Región 4                 |
| ------------------ | ------------------------ | ------------------------ | ------------------------ |
| 1.º                | 23 de septiembre de 2003 | 13 de octubre de 2003    | 3 de diciembre de 2003   |
| 2.º                | 18 de mayo de 2004       | 17 de septiembre de 2004 | 1 de enero de 2005       |
| 3.º                | 16 de noviembre de 2004  | 18 de abril de 2005      | 13 de julio de 2005      |
| 4.º                | 13 de septiembre de 2005 | 10 de octubre de 2005    | 11 de septiembre de 2006 |
| 5.º                | 12 de septiembre de 2006 | 28 de agosto de 2006     | 4 de abril de 2007       |
| 6.º                | 18 de septiembre de 2007 | 22 de octubre de 2007    | 5 de marzo de 2008       |
| 7.º                | 9 de septiembre de 2008  | 13 de octubre de 2008    | 3 de marzo de 2009       |
| 8.º                | 25 de agosto de 2009     | 12 de octubre de 2009    | 31 de marzo de 2010      |
| 9.º                | 7 de septiembre de 2010  | 25 de octubre de 2010    | 22 de junio de 2011      |
| 10.º               | 29 de noviembre de 2011  | 17 de octubre de 2011    | 4 de abril de 2012       |
| Serie Completa     | 29 de noviembre de 2011  | 17 de octubre de 2011    | 1 de agosto de 2012      |

| Temporada | Smallville Blu-ray lanzamiento | Smallville Blu-ray lanzamiento | Smallville Blu-ray lanzamiento | Smallville Blu-ray lanzamiento |
| Temporada | Región A                       | Región A                       | Región B                       | Región B                       |
| Temporada | Estados Unidos                 | Canadá                         | Reino Unido                    | Australia                      |
| --------- | ------------------------------ | ------------------------------ | ------------------------------ | ------------------------------ |
| 6.º       | 18 de septiembre de 2007       | 9 de octubre de 2007           | 13 de octubre de 2008          | 3 de marzo de 2009             |
| 7.º       | 9 de septiembre de 2008        | 9 de septiembre de 2008        | 13 de octubre de 2008          | 3 de marzo de 2009             |
| 8.º       | 25 de agosto de 2009           | 25 de agosto de 2009           | 12 de octubte de 2009          | 31 de marzo de 2010            |
| 9.º       | 7 de septiembre de 2010        | 7 de septiembre de 2010        | 25 de octubre de 2010          | 22 de junio de 2011            |
| 10.º      | 29 de noviembre de 2011        | 29 de noviembre de 2011        | 17 de octubre de 2011          | 4 de abril de 2012             |